# Sejerø
Sejerø es una isla de Dinamarca, localizada en el estrecho de Kattegat, cerca de Selandia. La isla ocupa un área de 12,36 km² y alberga una población de 400 habitantes. El pueblo más grande de Sejerø es Sejerby, que alberga la mitad de la población de la isla.
- Datos: Q956682
- Multimedia: Sejerø / Q956682